# Cologne, Gers
Cologne (gaskonjsko Colonha) je naselje in občina v južnem francoskem departmaju Gers regije Jug-Pireneji. Leta 2008 je naselje imelo 804 prebivalce.

## Geografija
Naselje leži v pokrajini Gaskonji 39 km vzhodno od Aucha.

## Uprava
Cologne je sedež istoimenskega kantona, v katerega so poleg njegove vključene še občine Ardizas, Catonvielle, Encausse, Monbrun, Roquelaure-Saint-Aubin, Sainte-Anne, Saint-Cricq, Saint-Georges, Saint-Germier, Sirac, Thoux in Touget z 2.271 prebivalci.
Kanton Cologne je sestavni del okrožja Auch.

## Zanimivosti
- cerkev Marijinega Vnebovzetja,
- srednjeveška tržnica.